# Tratado de Versalhes (1768)

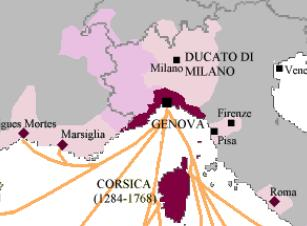
Génova e Córsega unificadas, até o Tratado de Versalhes

O Tratado de Versalhes foi concluído em 15 de maio de 1768 em Versalhes entre a República de Gênova e a França. Génova colocou a Córsega em compromisso com a França.
A Córsega era governada por Gênova desde 1284. No século XVIII, os corsos começaram a buscar sua independência. Um aventureiro alemão, Theodore von Neuhof, tornou-se brevemente rei da Córsega em 1736, apoiado pela República Holandesa e Grã-Bretanha, que já possuía Menorca e Gibraltar no Mar Mediterrâneo. Em 1755, uma República da Córsega de pleno direito foi fundada sob Pasquale Paoli e, em 1764, Gênova pediu à França que enviasse tropas para a ilha.
No Tratado de Versalhes, Gênova não teve outra opção senão colocar a Córsega em penhor à França, para pagar suas dívidas. Não havia chance de que Gênova, que estava em declínio, pudesse pagar suas dívidas de outra forma, nem Gênova era capaz de suprimir a luta pela independência da Córsega.
Em setembro de 1768 a França começou a conquista da Córsega. A França ganhou o controle militar total da ilha após a Batalha de Ponte Novu em 1769, e até a Revolução Francesa, a ilha era considerada propriedade pessoal do rei.